# 노비절라인
노비절라인(Novisalign)이란 보철식교정과 플라스틱레진교정의 긍정적으로 평가 받는 부분이 취합된 치아교정방식이다. 이와 같은 차이는 3D 프린터와 치아이동 소프트웨어에 기반한 three-Anti system에 따른 것이다.
국내 투명치과 라는 이름의 치과의원에서 미국 인비절라인(Invisalign)과 유사하게 이름을 만들어 사용하다 상표권 소송에서 패하여 노비절이라는 이상한 이름을 사용하고 있다. (관련기사 http://m.kukinews.com/m/m_article.html?no=528943)
최근 해당 치과의 부실진료로 인한 환자피해가 급증하여 청와대 국민청원이 진행 중이다. https://www1.president.go.kr/petitions/236419?navigation=petitions 보관됨 2018-05-19 - 웨이백 머신